# Distretto di Phrasaeng
Il distretto di Phrasaeng (in thailandese: พระแสง) è un distretto (amphoe) della Thailandia, situato nella provincia di Surat Thani.